# Abşeron Milli Parkı
Abşeron Milli Parkı (azerbajdzjanska: Abşeron Yasaqlığı) är ett naturreservat i Azerbajdzjan.   Det ligger i distriktet Baku, i den östra delen av landet, 40 kilometer öster om huvudstaden Baku.